# 위대한 수업
위대한 수업은 EBS의 시사교양 프로그램이다. 2021년 8월 30일부터 방영되었다.
전세계적으로 이름이 잘 알려진 각 분야의 학자들을 초청한 프로그램으로 방영 전부터 대중들로부터 큰 관심을 받았다.

## 기획 및 편성
교육부, 국가평생교육진흥원과 EBS가 공동 기획한 이 강연은 한국형 온라인 공개강좌(K-MOOC) 사업의 하나로, 코로나19 장기화에 계층간 지식 격차가 심화하고 소셜미디어를 통해 가짜 정보가 쏟아지는 가운데, 세계 최고 수준의 지식을 대중적으로 보급하자는 취지로 기획되었다.
2021년 8월 30일부터 매주 평일 밤 EBS1을 통해 회당 20분씩 방송되고 있다. 본방송 기준으로 10월 1일 방송분까지는 11시 35분에 방송되었으나, 가을 개편에 따라 2021년 10월 4일 방송분부터는 22시 45분에 방송된다. 그 외에도 EBS1과 EBS2에 각각 주말 재방과 차주 재방이 1회씩 편성되어 있어 한 에피소드당 5차례씩 TV에서 방송된다. 단, 주말 종합재방 편성분은 평일 편성분과 달리 엔드 크레딧이 금요일 방송분 말미에 한 차례만 송출된다.
40명의 강연자마다 각 3강~6강씩 구성된 협업 프로젝트로, 방송 후에는 한국형 온라인 공개강좌(K-MOOC)와 EBS 홈페이지를 통해 무료 제공한다. 다만 이 때문에 여타 OTT를 통한 EBS1 라이브 송출은 제한된다. 이후 2021년 12월 13일 베타서비스 오픈한 글로벌 OTT 플랫폼 런칭 이후에는 이 석학 강연 콘텐츠를 6개 언어(한국어, 영어, 중국어, 일본어, 스페인어, 프랑스어)로 전 세계에 제공할 계획이다.
기본적으로 강연자의 목소리 위에 우리말 더빙 음성을 입혀 방송하지만, 별도 더빙판이 제작되지 않은 마이클 샌델편을 제외하면 TV 음성다중서비스를 제공하여 강연자의 목소리를 직접 들을 수도 있다. 공지 방송 후 한동안 더빙판만 EBS 홈페이지나 K-MOOC 사이트를 통해 서비스가 제공되었으나, 2021년 11월부터 EBS 홈페이지에 한해 이전 방영분의 원어버전을 순차적으로 업로드하고 있다.
2월 이후 원어 방송을 요구하는 시청자들의 의견이 많다는 이유로 한국어 자막으로만 방송되었다.

## 매체별 VOD 서비스 차이
동일한 강연이지만 서비스 페이지별로 컨텐츠에 소소한 차이가 있다.
| 항목          | 자체 사이트 | EBS 공식 홈페이지 | EBS 공식 홈페이지 | K-MOOC | K-MOOC     |
| 항목          | 원어        | 더빙              | 원어              | 더빙   | 원어       |
| 자막(Subtle)  | 6개국어     | 국문              | 국문              | 국문   | 국문       |
| 자막(Caption) | 없음        | 없음              | 국문              | 없음   | 국문, 영문 |
| 요약정리      | 없음        | 없음              | 있음              | 있음   | 있음       |
| 강연집        | 있음(영문)  | 없음              | 없음              | 없음   | 없음       |

## 구성

### 강연자
| 강연자                                  | 이력                                                                                       | 강연자                                  | 이력                                                                          |
| 조지프 나이 (Joseph Nye Jr.)            | 하버드 대학교 케네디 스쿨 학장 前 미 국방부 차관 <국제분쟁의 이해> 저자                    | 폴 크루그먼 (Paul Robin Krugman)        | 뉴욕 시립대학교 경제학과 교수 노벨경제학상 수상자 <크루그먼의 경제학> 등 저자 |
| 리처드 도킨스 (Richard Dawkins)         | 옥스퍼드 대학교 뉴칼리지 명예교수 <이기적 유전자> 저자                                     | 주디스 버틀러 (Judith Butler)           | UC 버클리 철학과 교수 <젠더 트러블> 저자                                      |
| 댄 애리얼리 (Dan Ariely)                | 듀크 대학교 행동경제학 교수                                                                | 리처드 니스벳 (Richard E. Nisbett)      | 미시간 대학교 심리학과 교수 <생각의 지도> 저자                                |
| 피터 싱어 (Peter Albert David Singer)   | <동물 해방> 저자                                                                           | 로버트 와인버그 (Robert A. Weinberg)    | MIT 생물학 교수                                                               |
| 스티븐 핑커 (Steven Pinker)             | 하버드 대학교 심리학과 교수                                                                | 조셉 르두 (Joseph E. LeDoux)            | 뉴욕 대학교 신경과학센터 석좌교수                                             |
| 비노드 아가왈 (Vinod Aggarwal)          | UC버클리 정치학 교수                                                                       | 폴 너스 (Sir Paul Nurse)                | 영국 왕립학회 회장                                                            |
| 존 헤네시 (John Leroy Hennessy)         | 알파벳[4] 이사회 의장 前 스탠퍼드 대학교 총장 튜링상 수상자                                | 어윈 체머린스키 (Erwin Chemerinsky)     | UC 버클리 로스쿨 학장                                                         |
| 스티븐 크래스너 (Stephen Krasner)       | 스탠퍼드 대학교 정치학과 교수 패권안정론(현실주의) 주장자                                  | 이언 스튜어트 (Ian Nicholas Stewart)    | 워릭 대학교 수학과 교수                                                       |
| 마이클 샌델 (Michael Sandel)            | 하버드 대학교 정치철학 교수 <정의란 무엇인가> 저자                                         | 유발 하라리 (Yuval Noah Harari)         | 예루살렘 히브리 대학교 역사학과 교수 <사피엔스> 저자                          |
| 재레드 다이아몬드 (Jared Mason Diamond) | UCLA 지리학과 교수 <총, 균, 쇠> 저자                                                       | 그레고리 맨큐 (Nicholas Gregory Mankiw) | 하버드 대학교 경제학과 교수 <맨큐의 경제학> 저자                              |
| 다니엘 바렌보임 (Daniel Barenboim)      | 베를린 슈타츠카펠레 종신 지휘자                                                            | 제프리 삭스 (Jeffrey D. Sachs)          | 컬럼비아 대학교 경제학과 석좌교수 <빈곤의 종말> 저자                          |
| 토마스 사전트 (Thomas John Sargent)     | 뉴욕 대학교 경제학과 교수                                                                  | 요슈아 벤지오 (Yoshua Bengio)           | 몬트리올 대학교 컴퓨터공학과 교수                                             |
| 브라이언 슈미트 (Brian Schmidt)         | 호주국립대학교 천문학과 교수 노벨물리학상 수상자                                           | 안도 다다오 (安藤忠雄 / Ando Tadao)     | 도쿄대학 건축학과 교수                                                        |
| 자크 아탈리 (Jacques Attali)            | 경제학자 · 사회이론가                                                                      | 에스테르 뒤플로 (Esther Duflo)          | MIT 경제학과 교수                                                             |
| 대런 애쓰모글루 (Kamer Daron Acemoglu)  | MIT 경제학 교수 <국가는 왜 실패하는가> 저자                                                | 오드리 탕 (唐鳳 / Audrey Tang)          | 대만 디지털 장관                                                              |
| 장 지글러 (Jean Ziegler)                | 제네바 대학교 사회학과 명예교수 UN 인권위원회 자문위원 <왜 세계의 절반은 굶주리는가?> 저자 | 린다 그래튼 (Lynda Gratton)             | 런던 대학교 경영대학원 교수 <100세 인생> <뉴 롱 라이프> 저자                  |
| 자크 랑시에르 (Jacques Rancière)        | 파리 제8대학교 명예교수                                                                    | 줄리언 반스 (Julian Barnes)             | 포스트모더니즘 문학가                                                         |
| 닉 보스트롬 (Niklas Boström)            | 옥스포드 대학교 철학과 교수                                                                | 반다나 시바 (Vandana Shiva)             | 환경운동가                                                                    |
| 팀 화이트 (Tim D. White)                | UC 버클리 생물학과 교수                                                                    | 히토 슈타이얼 (Hito Steyerl)            | 베를린 예술대학교 뉴미디어아트 교수                                           |
| 이안 레드먼드 (Ian Michael Redmond)     | 생물학자 · 환경운동가                                                                      | 한나 크리츨로우 (Hannah Critchlowe)     | 신경과학자 · 과학커뮤니케이터                                                 |

### 방송 목록
| 강의          | 부제 (방영일자)[5]                                                                       | 강연자            | 분야        |
| 1강 ~ 6강     | 누가 리더인가 (2021년 8월 30일 ~ 2021년 9월 6일 / 총 6강)                                | 조지프 나이       | 정치학      |
| 7강 ~ 11강    | 코로나 이후의 세계 경제 (2021년 9월 7일 ~ 2021년 9월 13일 / 총 5강)                      | 폴 크루그먼       | 경제학      |
| 12강 ~ 16강   | 나의 과학 (2021년 9월 14일 ~ 2021년 9월 20일 / 총 5강)                                   | 리처드 도킨스     | 생물학      |
| 17강 ~ 21강   | 젠더 트러블 (2021년 9월 21일 ~ 2021년 9월 27일 / 총 5강)                                 | 주디스 버틀러     | 정치학      |
| 22강 ~ 26강   | 돈의 심리학 (2021년 9월 28일 ~ 2021년 10월 4일 / 총 5강)                                 | 댄 애리얼리       | 경제학      |
| 27강 ~ 31강   | 생각의 지도 (2021년 10월 5일 ~ 2021년 10월 11일 / 총 5강)                                | 리처드 니스벳     | 심리학      |
| 32강 ~ 36강   | 동물 해방 (2021년 10월 12일 ~ 2021년 10월 18일 / 총 5강)                                 | 피터 싱어         | 심리학      |
| 37강 ~ 41강   | 세포의 반란, 암이란 무엇인가 (2021년 10월 19일 ~ 2021년 10월 25일 / 총 5강)              | 로버트 와인버그   | 생물학      |
| 42강 ~ 44강   | 세계는 악화되는가 (2021년 10월 26일 ~ 2021년 10월 28일 / 총 3강)                         | 스티븐 핑커       | 심리학      |
| 45강 ~ 49강   | 공포란 무엇인가 (2021년 10월 29일 ~ 2021년 11월 4일 / 총 5강)                            | 조지프 르두       | 신경과학    |
| 50강 ~ 54강   | 미중 기술 패권 경쟁과 한국의 미래 (2021년 11월 5일 ~ 2021년 11월 11일 / 총 5강)          | 비노드 아가왈     | 정치학      |
| 55강 ~ 59강   | 인간의 기본권은 어디까지 보장해야 하는가? (2021년 11월 12일 ~ 2021년 11월 18일 / 총 5강) | 어윈 체머런스키   | 법학        |
| 60강 ~ 62강   | 실리콘밸리의 탄생 (2021년 11월 19일 ~ 2021년 11월 23일 / 총 3강)                         | 존 헤네시         | 경영학      |
| 63강 ~ 67강   | 생명이란 무엇인가 (2021년 11월 24일 ~ 2021년 11월 30일 / 총 5강)                         | 폴 너스           | 생물학      |
| 68강 ~ 74강   | 강대국의 흥망 (2021년 12월 1일 ~ 2021년 12월 9일 / 총 7강)                               | 폴 케네디         | 역사학      |
| 75강 ~ 79강   | 천국의 문: 과학과 우주의 미래 (2021년 12월 10일 ~ 2021년 12월 16일 / 총 5강)             | 리사 랜들         | 물리학      |
| 80강 ~ 84강   | 미중 패권 경쟁과 국제 정치의 미래 (2021년 12월 17일 ~ 2021년 12월 23일 / 총 5강)         | 스티븐 크래스너   | 정치학      |
| 85강 ~ 90강   | 빈곤의 끝, 지속자능한 발전 (2021년) 12월 24일 ~ 2021년 12월 31일 / 총 6강)               | 제프리 삭스       | 경제학      |
| 91강 ~ 94강   | 21세기 인류의 도전과 미래 (2022년 1월 3일 ~ 2022년 1월 6일 / 총 4강)                     | 유발 하라리       | 역사학      |
| 95강 ~ 96강   | AI (2022년 1월 7일 ~ 2022년 1월 10일 / 총 2강 )                                          | 앤드류 응         | 컴퓨터공학  |
| 97강 ~ 100강  | 국가는 왜 실패하는가 (2022년 1월 11일 ~ 2022년 1월 14일 / 총 4강 )                       | 대런 에스모글루   | 경제학      |
| 101강 ~ 106강 | 빈곤은 왜 사라지지 않는가? (2022년 1월 17일 ~ 2022년 1월 24일 / 총 6강)                  | 장 지글러         | 사회학      |
| 107강 ~ 111강 | 사회 복지 제도와 재원 부담의 딜레마 (2022년 1월 25일 ~ 2022년 1월 31일 / 총 5강)         | 에스테르 뒤플로   | 경제학      |
| 112강 ~ 117강 | 마이클 샌델과의 대화[6] (2022년 2월 1일 ~ 2022년 2월 8일 / 총 6강)                       | 마이클 샌델       | 정치철학    |
| -강 ~ -강     | 우주 팽창 속 인터스텔라 (2022년)                                                         | 브라이언 슈미트   | 천문학      |
| -강 ~ -강     | AI 시대, 인간이 가질 단 하나의 철학 (2022년)                                             | 닉 보스트롬       | 과학철학    |
| -강 ~ -강     | 미래의 짧은 역사 (2022년)                                                                | 자크 아탈리       | 경제학      |
| -강 ~ -강     | 통화의 미래 (2022년)                                                                     | 토마스 사전트     | 경제학      |
| -강 ~ -강     | 맨큐의 경제학원론 (2022년?)                                                              | 그레고리 맨큐     | 경제학      |
| -강 ~ -강     | 건축혁명 (2022년)                                                                        | 안도 다다오       | 건축학      |
| -강 ~ -강     | AI가 바꾸는 미래 (2022년)                                                                | 요슈아 벤지오     | 컴퓨터공학  |
| -강 ~ -강     | 마에스트로의 마지막 악장 (2022년)                                                        | 다니엘 바렌보임   | 음악        |
| -강 ~ -강     | 과학의 여왕, 수학 (2022년 / 총 5강)                                                      | 이언 스튜어트     | 수학        |
| -강 ~ -강     | 유일무이한 세계 (2022년)                                                                 | 줄리언 반스       | 문학        |
| -강 ~ -강     | 총, 균, 쇠 그리고 선택 (2022년)                                                          | 재레드 다이아몬드 | 지리학      |
| -강 ~ -강     | 직접민주주의: 군중의 지혜 (2022년)                                                       | 오드리 탕         | 정치학      |
| -강 ~ -강     | 100세 시대, 일의 미래 (2022년)                                                           | 린다 그래튼       | 경영학      |
| -강 ~ -강     | 가장자리의 목소리 - 해방과 평등의 정치 (2022년)                                          | 자크 랑시에르     | 정치학      |
| -강 ~ -강     | 우리 식탁의 약탈자들 (2022년)                                                            | 반다나 시바       | 환경        |
| -강 ~ -강     | 인류의 조상을 찾아서 (2022년)                                                            | 팀 화이트         | 생물학      |
| -강 ~ -강     | 진실의 이미지, 진실의 스크린 (2022년)                                                    | 히토 슈타이얼     | 비디오 아트 |
| -강 ~ -강     | 코끼리가 지키는 우리 지구 (2022년)                                                       | 이안 레드먼드     | 생물학      |
| -강 ~ -강     | 운명을 바꾸는 과학 (2022년)                                                              | 한나 크리츨로우   | 신경과학    |

### 한국어 더빙
- 출연
  - 조지프 나이, 로버트 와인버그, 스티븐 크래스너 - 사성웅
  - 폴 크루그먼 - 박영재
  - 리처드 도킨스 - 전종구
  - 주디스 버틀러 - 전숙경
  - 댄 애리얼리, 조지프 르두 - 위훈
  - 리처드 니스벳, 존 헤네시 - 채안석
  - 피터 싱어, 폴 케네디, 대런 애쓰모글루 - 임채헌
  - 스티븐 핑커 - 홍시호
  - 비노드 아가왈 - 김소형
  - 어윈 체머런스키, 유발 하라리 - 전태열
  - 폴 너스 - 원호섭
  - 리사 랜들 - 전해리
  - 제프리 삭스, 장 지글러 - 김단
  - 앤드류 응 - 송대선
  - 에스테르 뒤플로 - 김예령